# On Air – Live at the BBC Volume 2
On Air – Live at the BBC Volume 2 är ett live- och samlingsalbum av den brittiska rockgruppen The Beatles,  utgivet den 11 november 2013. På albumet finns totalt 40 sånger samt 23 stycken prat- och intervjuspår som alla tidigare varit outgivna. I samband med att man gav ut albumet återutgavs även Live at the BBC Volume 1, som ursprungligen släpptes 1994.
Allt material på albumet kommer från radiosändningar från BBC där gruppen medverkade flera gånger mellan 1963 och 1965. De flesta sångerna är hämtade från gruppens fyra första album Please Please Me, With the Beatles, A Hard Day's Night och Beatles for Sale, eller från singelskivor som släpptes runt albumen. Resten av sångerna på albumet är coverversioner som aldrig spelades in i studio eller som aldrig gavs ut officiellt under gruppens existerande.

## Låtlista
- Pratspår är markerade i kursiv text.

| 1.  | "And Here We Are Again" (Pop Go the Beatles, 23 juli 1963)                |                                                                                 |                             | 0:15 |
| 2.  | "Words of Love" (Pop Go the Beatles, 20 augusti 1963)                     | Buddy Holly                                                                     | John Lennon, Paul McCartney | 1:56 |
| 3.  | "How About It, Gorgeous" (Pop Go the Beatles, 30 juli 1963)               |                                                                                 |                             | 0:27 |
| 4.  | "Do You Want to Know a Secret" (Pop Go the Beatles, 30 juli 1963)         | John Lennon, Paul McCartney                                                     | George Harrison             | 1:48 |
| 5.  | "Lucille" (Pop Go the Beatles, 17 september 1963)                         | Albert Collins, Richard Penniman                                                | Paul McCartney              | 2:29 |
| 6.  | "Hey, Paul..." (Pop Go the Beatles, 25 juni 1963)                         |                                                                                 |                             | 0:21 |
| 7.  | "Anna (Go to Him)" (Pop Go the Beatles, 27 augusti 1963)                  | Arthur Alexander                                                                | John Lennon                 | 2:50 |
| 8.  | "Hello!" (Pop Go the Beatles, 25 juni 1963)                               |                                                                                 |                             | 0:19 |
| 9.  | "Please Please Me" (Pop Go the Beatles, 13 augusti 1963)                  | John Lennon, Paul McCartney                                                     | John Lennon, Paul McCartney | 1:56 |
| 10. | "Misery" (Here We Go, 12 mars 1963)                                       | John Lennon, Paul McCartney                                                     | John Lennon, Paul McCartney | 1:50 |
| 11. | "I'm Talking About You" (Saturday Club, 16 mars 1963)                     | Chuck Berry                                                                     | John Lennon                 | 1:52 |
| 12. | "A Real Treat" (Pop Go the Beatles, 25 juni 1963)                         |                                                                                 |                             | 0:37 |
| 13. | "Boys" (Pop Go the Beatles, 25 juni 1963)                                 | Luther Dixon, Wes Farrell                                                       | Ringo Starr                 | 2:29 |
| 14. | "Absolutely Fab" (Pop Go the Beatles, 26 juni 1963)                       |                                                                                 |                             | 0:27 |
| 15. | "Chains" (Pop Go the Beatles, 25 juni 1963)                               | Gerry Goffin, Carole King                                                       | George Harrison             | 2:15 |
| 16. | "Ask Me Why" (Pop Go the Beatles, 24 september 1963)                      | John Lennon, Paul McCartney                                                     | John Lennon                 | 1:54 |
| 17. | "Till There Was You" (Pop Go the Beatles, 30 juli 1963)                   | Meredith Willson                                                                | Paul McCartney              | 2:16 |
| 18. | "Lend Me Your Comb" (Pop Go the Beatles, 16 juli 1963)                    | Kay Twomey, Fred Wise, Ben Weisman                                              | John Lennon, Paul McCartney | 1:46 |
| 19. | "Lower 5E" (Pop Go the Beatles, 10 september 1963)                        |                                                                                 |                             | 0:23 |
| 20. | "Hippy Hippy Shake" (Pop Go the Beatles, 10 september 1963)               | Chan Romero                                                                     | Paul McCartney              | 1:46 |
| 21. | "Roll Over Beethoven" (Pop Go the Beatles, 3 september 1963)              | Chuck Berry                                                                     | George Harrison             | 2:22 |
| 22. | "There's a Place" (Pop Go the Beatles, 3 september 1963)                  | John Lennon, Paul McCartney                                                     | John Lennon, Paul McCartney | 1:49 |
| 23. | "Bumper Bundle" (Pop Go the Beatles, 25 juni 1963)                        |                                                                                 |                             | 0:49 |
| 24. | "P.S. I Love You" (Pop Go the Beatles, 25 juni 1963)                      | John Lennon, Paul McCartney                                                     | Paul McCartney              | 1:59 |
| 25. | "Please Mr. Postman" (Pop Go the Beatles, 30 juli 1963)                   | Georgia Dobbins, William Garrett, Freddie Gorman, Brian Holland, Robert Bateman | John Lennon                 | 2:17 |
| 26. | "Beautiful Dreamer (Saturday Club, 26 januari 1963)                       | Stephen Foster, Gerry Goffin, Jack Keller                                       | Paul McCartney              | 1:46 |
| 27. | "Devil in Her Heart" (Pop Go the Beatles, 24 september 1963)              | Richard Drapkin                                                                 | George Harrison             | 2:22 |
| 28. | "The 49 Weeks" (Pop Go the Beatles, 24 september 1963)                    |                                                                                 |                             | 0:17 |
| 29. | "Sure to Fall (in Love with You)" (Pop Go the Beatles, 24 september 1963) | Carl Perkins, Bill Cantrell, Quinton Claunch                                    | Paul McCartney              | 2:21 |
| 30. | "Never Mind, Eh?" (Pop Go the Beatles, 24 september 1963)                 |                                                                                 |                             | 0:34 |
| 31. | "Twist and Shout" (Pop Go the Beatles, 6 augusti 1963)                    | Phil Medley, Bert Berns                                                         | John Lennon                 | 2:25 |
| 32. | "Bye, Bye" (Pop Go the Beatles, 24 september 1963)                        |                                                                                 |                             | 0:24 |
| 33. | "John – Pop Profile" (BBC Transcription Service, 30 november 1965)        |                                                                                 |                             | 8:22 |
| 34. | "George – Pop Profile" (BBC Transcription Service, 30 november 1965)      |                                                                                 |                             | 8:06 |

| 1.           | "I Saw Her Standing There" (Saturday Club, 5 oktober 1963)                             | John Lennon, Paul McCartney                                                                      | Paul McCartney                                            | 2:56    |
| 2.           | "Glad All Over" (Saturday Club, 24 augusti 1963)                                       | Aaron Schroeder, Sid Tepper, Roy C. Bennett                                                      | George Harrison                                           | 1:53    |
| 3.           | "Lift Lid Again" (Saturday Club, 24 augusti 1963)                                      |                                                                                                  |                                                           | 0:37    |
| 4.           | "I'll Get You" (Saturday Club, 5 oktober 1963)                                         | John Lennon, Paul McCartney                                                                      | John Lennon, Paul McCartney                               | 2:02    |
| 5.           | "She Loves You" (Saturday Club, 5 oktober 1963)                                        | John Lennon, Paul McCartney                                                                      | John Lennon, Paul McCartney                               | 2:15    |
| 6.           | "Memphis, Tennessee" (Saturday Club, 5 oktober 1963)                                   | Chuck Berry                                                                                      | John Lennon                                               | 2:15    |
| 7.           | "Happy Birthday Dear Saturday Club" (Saturday Club, 5 oktober 1963)                    | Mildred J. Hill, Patty Hill (Arr. John Lennon, Paul McCartney, George Harrison, Richard Starkey) | John Lennon, Paul McCartney, George Harrison, Ringo Starr | 0:33    |
| 8.           | "Now Hush, Hush" (East Beat, 20 oktober 1963)                                          |                                                                                                  |                                                           | 0:25    |
| 9.           | "From Me to You" (East Beat, 20 oktober 1963)                                          | John Lennon, Paul McCartney                                                                      | John Lennon, Paul McCartney                               | 1:51    |
| 10.          | "Money (That's What I Want)" (From Us To You, 26 december 1963)                        | Berry Gordy, Janie Bradford                                                                      | John Lennon                                               | 2:43    |
| 11.          | "I Want to Hold Your Hand" (From Us To You, 26 december 1963)                          | John Lennon, Paul McCartney                                                                      | John Lennon, Paul McCartney                               | 2:23    |
| 12.          | "Brian Bathtubes" (Saturday Club, 21 december 1963)                                    |                                                                                                  |                                                           | 0:59    |
| 13.          | "This Boy" (Saturday Club, 21 december 1963)                                           | John Lennon, Paul McCartney                                                                      | John Lennon, Paul McCartney, George Harrison              | 2:16    |
| 14.          | "If I Wasn't in America" (Saturday Club, 15 februari 1964)                             |                                                                                                  |                                                           | 0:45    |
| 15.          | "I Got a Woman" (Saturday Club, 4 april 1964)                                          | Ray Charles, Renald Richard                                                                      | John Lennon                                               | 2:36    |
| 16.          | "Long Tall Sally" (Top Gear, 16 juli 1964)                                             | Richard Penniman, Robert Blackwell, Enotris Johnson                                              | Paul McCartney                                            | 1:58    |
| 17.          | "If I Fell" (Top Gear, 16 juli 1964)                                                   | John Lennon, Paul McCartney                                                                      | John Lennon, Paul McCartney                               | 2:09    |
| 18.          | "A Hard Job Writing Them" (Top Gear, 16 juli 1964)                                     |                                                                                                  |                                                           | 1:20    |
| 19.          | "And I Love Her" (Top Gear, 16 juli 1964)                                              | John Lennon, Paul McCartney                                                                      | Paul McCartney                                            | 2:20    |
| 20.          | "Oh, Can't We? Yes We Can" (From Us To You, 30 mars 1964)                              |                                                                                                  |                                                           | 0:20    |
| 21.          | "You Can't Do That" (Top Gear, 16 juli 1964)                                           | John Lennon, Paul McCartney                                                                      | John Lennon                                               | 2:32    |
| 22.          | "Honey Don't" (Top Gear, 26 november 1964)                                             | Carl Perkins                                                                                     | Ringo Starr                                               | 2:24    |
| 23.          | "I'll Follow the Sun" (Top Gear, 26 november 1964)                                     | John Lennon, Paul McCartney                                                                      | Paul McCartney                                            | 1:51    |
| 24.          | "Green with Black Shutters" (Top of the Pops BBC Transcription Service, maj/juni 1965) |                                                                                                  |                                                           | 0:59    |
| 25.          | "Kansas City/Hey-Hey-Hey-Hey" (Saturday Club, 26 december 1964)                        | Jerry Leiber, Mike Stoller / Richard Penniman                                                    | Paul McCartney                                            | 2:43    |
| 26.          | "That's What We're Here For" (Top Gear, 26 november 1964)                              |                                                                                                  |                                                           | 0:24    |
| 27.          | "I Feel Fine" (outtake)                                                                | John Lennon, Paul McCartney                                                                      | John Lennon                                               | 3:29    |
| 28.          | "Paul – Pop Profiles" (BBC Transcription Service, 2 maj 1966)                          |                                                                                                  |                                                           | 7:50    |
| 29.          | "Ringo – Pop Profiles" (BBC Transcription Service, 2 maj 1966)                         |                                                                                                  |                                                           | 8:04    |
| Total längd: | Total längd:                                                                           | Total längd:                                                                                     | Total längd:                                              | 2:10:21 |

## Medverkande
- John Lennon – sång, kompgitarr, munspel
- Paul McCartney – sång, basgitarr, gitarr
- George Harrison – sång, sologitarr
- Ringo Starr – sång, trummor, övriga slagverk